# Oscar van Dillen
Oscar Ignatius Joannes van Dillen ('s-Hertogenbosch, 25 juni 1958) is een Nederlandse componist en muziekpedagoog.

## Opleiding
Van Dillen studeerde van 1977 tot 1980 bij Jamaluddin Bhartiya sitar, tabla, en zang aan de Tritantri muziekopleiding in Amsterdam. In Berkeley (Californië) studeerde hij vervolgens bij Gurbachan Singh Sachdev. Van 1982 tot 1984 studeerde hij klassieke en jazzfluit aan het Sweelinck Conservatorium. Ook kreeg hij daar les in compositie van Misha Mengelberg. Na nog een studie middeleeuwse- en renaissancemuziek bij Paul Van Nevel in Leuven studeerde hij in 1990/91 compositie aan het Koninklijk Conservatorium in Den Haag. Daar kreeg hij les van onder anderen Dick Raaijmakers en Gilius van Bergeijk. Aan het Rotterdams Conservatorium volgde hij nog lessen bij Klaas de Vries, Peter-Jan Wagemans en René Uijlenhoet. Ten slotte kreeg hij in 2001 bij Manfred Trojahn aan de Robert-Schumann-Hochschule Düsseldorf in Düsseldorf nog les, evenals bij Lutz Herbig. Bij de laatste kreeg hij directielessen. In april 2002 studeerde Van Dillen af bij Klaas de Vries aan het Rotterdams Conservatorium.

## Stijlkenmerken
In zijn composities zoekt Van Dillen naar een synthese tussen klassieke muziek en niet-klassieke tradities, zoals jazz en wereldmuziek. Hij behoort tot de Rotterdamse School, een groep componisten die na de Tweede Wereldoorlog ontstaan is rond onder meer Otto Ketting. Veel typische muziekelementen van Ketting vindt men bij hem terug, zoals de vrije atonaliteit als overheersend principe en een duidelijke nadruk op de expressie, dit in grote tegenstelling tot de Haagse School. Men kan zijn werk bij de Nieuwe Romantiek indelen, al maakt hij ook gebruik van minimalisme, jazz en andere stijlen die men gewoonlijk niet met deze stroming in verband brengt. Van Dillen maakt geen gebruik van moderniteiten als microtonaliteit of extreem complexe maatsoorten. Wel legt hij de nadruk op klankkleur, en buit hij graag alle klankmogelijkheden van een instrument uit, via extended technieken zoals flageoletten, col legno spelen, aangestreken slagwerk en het bespelen zonder toon. De dynamiek van zijn werken wordt zeer genuanceerd uitgeschreven.

## Werk en verdere personalia
Van Dillen woont in Rotterdam en is werkzaam als componist en als docent theorie en componeren/arrangeren wereldmuziek aan de afdelingen Docent Muziek, Klassiek, Jazz, Pop en Wereldmuziek van het Rotterdams Conservatorium.
Van Dillen is lid van het Nieuw Genootschap Nederlandse Componisten, en was daarvoor lid van het hierin opgegane Componisten96. Sinds ten minste 2013 is hij jurylid van het internationale concours op het gebied van compositie Val Tidone "Egidio Carella", samen met Sonia Bo, Livio Bollani en Andrea Portera.
Oscar van Dillen was van juni 2006 tot april 2007 de eerste voorzitter van de Vereniging Wikimedia Nederland en van december 2006 tot juli 2007 lid van de Board of Trustees van de Wikimedia Foundation. Hij was enige jaren vicevoorzitter van de Netherlands - Turkey Friendship Foundation NTFF.

## Werken

### de Stad
de Stad uit eind 2003 is het eerste werk van Van Dillen dat op cd is uitgebracht. Hij componeerde dit werk in opdracht van de tentoonstelling Stad van Rotterdammers in Rotterdam en dirigeerde het orkest zelf. Het vierde deel werkt naar een climax toe: het begint met weinig instrumenten en eindigt met veel. Dit symboliseert de groei van de stad, niet alleen van Rotterdam na de Tweede Wereldoorlog, maar van elke stad na een crisisperiode.
De compositie de Stad werd in 2003 op cd opgenomen in Duitsland.

### Overzicht
- Saxofoonkwartet Nr. 1 (1996)
- Conga voor slagwerk (1996)
- Toccata Sanguinica voor barokgitaar (1996)
- Zwaar is Mooi (1997)
- Ignatia voor klarinet (1998)
- Tarentula voor blokfluit (1998)
- Tijd Speelt Geen Rol (1998)
- Summa Scientia voor vrouwenkoor (1999)
- Strijkkwartet Nr. 1 (1999 rev. 2001). Dit werd op 30 oktober 2005 uitgevoerd door het Zephyr Kwartet in de Kleine zaal van het Concertgebouw Amsterdam. en in 2007[11] door het Doelenwartet.
- Objet Privé (das Ding an mich) voor cello (1999)
- Le Panache voor piano (2000)
- Méditation voor piano (2000)
- Labyrinth voor drie zich bewegende trombonisten (2001)
- de Beweging voor orkest (2001)
- Memos for a New Millennium (2002)
- Roter Damm Verwandelt voor solo rapper, ensemble en soundscape (2002)
- de Stad voor kamerorkest (2003). Het zesde deel hiervan is in 2005 door Conny Janssen Danst gebruikt voor de voorstelling I'm here.
- mm3 voor een speelgoedpiano (2003)
- Forecast (2006). Muziek bij korte animatiefilm van Adriaan Lokman, Op 3 november 2006 vond tijdens het Holland Animation Film Festival de première plaats van Forecast (weersvoorspelling) - for violin, violoncello and bayan (2004-2006).[12][13][14] De film kreeg een eervolle vermelding op een Internationaal Animatie Festival in Servië in 2007.
- String Quartet 2 (2007). Première 10 april 2007 in de Lantaren/Venster, Rotterdam, gespeeld door het Doelen Kwartet. Dit stuk begeleidt de film De Brug van Joris Ivens uit 1928, die handelt over De Hef, een inmiddels uit gebruik genomen spoorbrug in Rotterdam.[15]
- Paradox, Music for a sculpture[16] (2008), première uitgevoerd ter gelegenheid van de opening van de tentoonstelling Over nutteloze zaken van Harmen Brethouwer in museum Boijmans Van Beuningen.
- 2 Cameras @ Sea[17][18], een gezamenlijk project met de Canadese filmmaker Clive Holden en een onderdeel van de Utopia Suite. De première vond plaats op 21 november 2008 in het Muziekgebouw aan 't IJ te Amsterdam tijdens SHIFT, het Canadian and Dutch Arts Festival. Van Dillen componeerde de muziek voor het Canadese ensemble Continuum Contemporary Music bij de film, en verzorgde zelf een live soundscape met watergeluiden en fragmenten uit een interview van Clive Holden met zijn vader Martin Holden.

### Discografie[19]
- de Stad verscheen in 2003 in een uitvoering van het ensemble gelberklang op super audio compact disc (sacd) bij Cybele Records.[20][21]
- mm3 werd door Bernd Wiesemann op sacd "Das untemperierte Klavier" gespeeld.[22][23]
- Cd: "Rotterdam String Quartets" - door het Doelen Kwartet, label: Etcetera Records KTC1339, 2007. Zes componisten bijeengebracht: Klaas de Vries, Oscar van Dillen, Bart de Kemp, Astrid Kruisselbrink, Edward Top en Hans Koolmees.[24]
- 10 Jahre Cybele Records - Klassik Der Zukunft (2004)[25]

## Erkenning
- 2002: genomineerd Jonge Componistenprijs van Holland Symfonia[26]
- 2014: Cornelis Haga Award[27]